# Viksjö socken
Viksjö socken i Ångermanland ingår sedan 1971 i Härnösands kommun och motsvarar från 2016 Viksjö distrikt.
Socknens areal är 246,40 kvadratkilometer, varav 242,00 land. År 2000 fanns här 443 invånare. Kyrkbyn Viksjö med sockenkyrkan Viksjö kyrka ligger i socknen. 

## Administrativ historik
Viksjö församling bildades 1771 genom en utbrytning ur Västanå bruksförsamling som 1751 utbrutits ur Stigsjö församling. 1868 uppgick Västanå församling i Viksjö församling. Viksjö bildades även som jordebokssocken och socken utbruten ur Stigsjö socken 1771.
Vid kommunreformen 1862 övergick socknens ansvar för de kyrkliga frågorna till Viksjö församling och för de borgerliga frågorna bildades Viksjö landskommun. Landskommunen inkorporerades 1952 i Säbrå landskommun som 1969 uppgick i Härnösands stad som 1971 ombildades till i Härnösands kommun.
1 januari 2016 inrättades distriktet Viksjö, med samma omfattning som församlingen hade 1999/2000.  
Socknen har tillhört fögderier, tingslag och domsagor enligt vad som beskrivs i artikeln Ångermanland.  De indelta båtsmännen tillhörde Andra Norrlands förstadels båtsmanskompani.

## Geografi
Viksjö socken ligger nordväst om Härnösand kring Mjällån. Socknen har en smal odlingsbygd kring ån och är i övrigt en starkt kuperad skogsbygd med höjder som når över 400 meter över havet.
Socknens bebyggelse ligger främst i Mjällåns smala dalgång med Västanå vattenfall. Länsväg 331 genomkorsar församlingen i nord-sydlig riktning och löper mest öster om Mjällån.
Socknen gränsar i sydväst mot Ljustorps socken i Timrå kommun (Medelpad). I nordväst gränsar socknen mot Graninge socken i Sollefteå kommun.
Socknens nordligaste punkt är "tresockenmötet" mellan Viksjö, Graninge socken och Gudmundrå socken, belägen strax norr om den lilla Stor-Byxtjärnen (320 m ö.h.). I denna trakt ligger Tallåsen respektive Väster-Tallåsen fäbodar. Väster om Bastusjön i nordväst ligger Rörtjärnsmon fäbodar.
I nordost gränsar socknen vidare mot Gudmundrå socken i Kramfors kommun. Någon kilometer öster om fäboden Lutmyran möts Viksjö, Gudmundrå och Högsjö socknar, varefter Viksjö gränsar mot Högsjö socken vidare mot sydost.
Socknens östligaste punkt ligger ett par kilometer öster om byn Gåltjärn. Här möts Viksjö, Högsjö samt Säbrå socknar. Viksjö gränsar mot Säbrå socken på en sträcka av cirka två kilometer, varefter socknen i sydost gränsar mot Stigsjö socken.
Socknens sydligaste punkt ligger någon kilometer nordost om Tunbodarna i Ljustorp öster om Mjällåns dalgång.
Förutom det ovan nämnda Gåltjärn ligger nästan all bebyggelse i Mjällåns dalgång och de större byarna från söder är: Västanå, Nordanå, Knyllen (med Trollkäringberget), Viksjö kyrkby, Neavita, Billen, Käckelbäcksmon samt Villola vid länsväg 331:s bro över Mjällån.
Socknens västligaste punkt ligger strax väster om Kroksjöåsen. Här möts Viksjö, Ljustorp och Graninge socknar (samt följaktligen Härnösand, Timrå samt Sollefteå kommuner).
Vid Västanå finns gamla rester av ett kapell från 1700-talet, jämte en kyrkogård under marken.

## Fornlämningar
Från stenåldern har anträffats några boplatser. Dessutom har fångstgropar påträffats.

## Namnet
Namnet (1591 Wijksiöom) kommer från kyrkbyn och ursprungligen från sjön norr därom. Förleden vik har oklar tolkning.

## Befolkningsutveckling
| Befolkningsutvecklingen i Viksjö socken 1810–1990 | Befolkningsutvecklingen i Viksjö socken 1810–1990 | Befolkningsutvecklingen i Viksjö socken 1810–1990 | Befolkningsutvecklingen i Viksjö socken 1810–1990 | Befolkningsutvecklingen i Viksjö socken 1810–1990 |
| --- | ------------------------------------------------- | ------------------------------------------------- | ------------------------------------------------- | ------------------------------------------------- |
| |                                                   |                                                   |                                                   |                                                   |
| År |                                                   |                                                   | Folkmängd                                         |                                                   |
| 1810 | 1810                                              |                                                   | 445                                               |                                                   |
| 1820 | 1820                                              |                                                   | 565                                               |                                                   |
| 1830 | 1830                                              |                                                   | 689                                               |                                                   |
| 1840 | 1840                                              |                                                   | 929                                               |                                                   |
| 1850 | 1850                                              |                                                   | 1 063                                             |                                                   |
| 1860 | 1860                                              |                                                   | 1 185                                             |                                                   |
| 1870 | 1870                                              |                                                   | 1 176                                             |                                                   |
| 1880 | 1880                                              |                                                   | 1 295                                             |                                                   |
| 1890 | 1890                                              |                                                   | 1 364                                             |                                                   |
| 1900 | 1900                                              |                                                   | 1 195                                             |                                                   |
| 1910 | 1910                                              |                                                   | 1 169                                             |                                                   |
| 1920 | 1920                                              |                                                   | 1 235                                             |                                                   |
| 1930 | 1930                                              |                                                   | 1 246                                             |                                                   |
| 1940 | 1940                                              |                                                   | 1 121                                             |                                                   |
| 1950 | 1950                                              |                                                   | 887                                               |                                                   |
| 1960 | 1960                                              |                                                   | 749                                               |                                                   |
| 1970 | 1970                                              |                                                   | 523                                               |                                                   |
| 1980 | 1980                                              |                                                   | 457                                               |                                                   |
| 1990 | 1990                                              |                                                   | 456                                               |                                                   |
| Anm: Tabellen inkluderar Västanå bruk från 1840. Källor: Umeå universitet - Tabellverket 1749-1859, Demografiska databasen, CEDAR, Umeå universitet. |                                                   |                                                   |                                                   |                                                   |